# Polyhalit
Polyhalit är ett vattenhaltigt sulfat av kalcium, magnesium och kalium med formeln K2Ca2Mg(SO4)4·2H2O.
Mineralet innehåller 15,64 procent kaliumoxid och förekommer dels som små monoklina eller triklina kristaller, dels i stängliga eller bladiga massor. Polyhalit har hårdheten 3 - 3,5, specifik vikt 2,72 - 2,77 och är inlagrad i bergssaltlager samt utgör en viktig del av de permiska kalisalterna. Den är vanligtvis färglös, vit till grå, även om den kan vara tegelröd på grund av inneslutningar av järnoxid.

## Förekomst
Polyhalit beskrevs första gången 1818 genom exemplar från dess typort i Salzburg, Österrike. Det förekommer i sedimentära marina evaporiter och är ett viktigt kaliummalmmineral i Carlsbad-avlagringarna i New Mexico. Det finns också som en 2 - 3 procent förorening av Himalayasalt. Den enda fyndigheten som för närvarande bryts ligger under North Yorkshire, Storbritannien, som sträcker sig under den intilliggande Nordsjön. Polyhalit påträffas även i de alpina saltlagren som i Hallstatt, Berchtesgaden med flera platser samt vid Strebnik i Galizien.

## Namn
Namnet kommer från tyska polyhalit, som kommer från de antika grekiska orden πολύς (polys) och ἅλς (hals), som betyder "många" och "salt", och den tyska ändelsen -it (som kommer från den latinska ändelsen -ites, som ursprungligen också kom från grekiskan), som används som den engelska ändelsen -ite för att bilda namnen på vissa kemiska föreningar.
Trots likheten i namn mellan polyhalit och halit (den naturligt förekommande formen av bordssalt), är deras enda samband att båda är evaporitmineraler. Användningen av de grekiska orden för många och salt i polyhalit beror på att polyhalit består av flera metaller som kan bilda salter i den mer allmänna betydelsen av ordet salt som används inom kemin.

## Utvinning

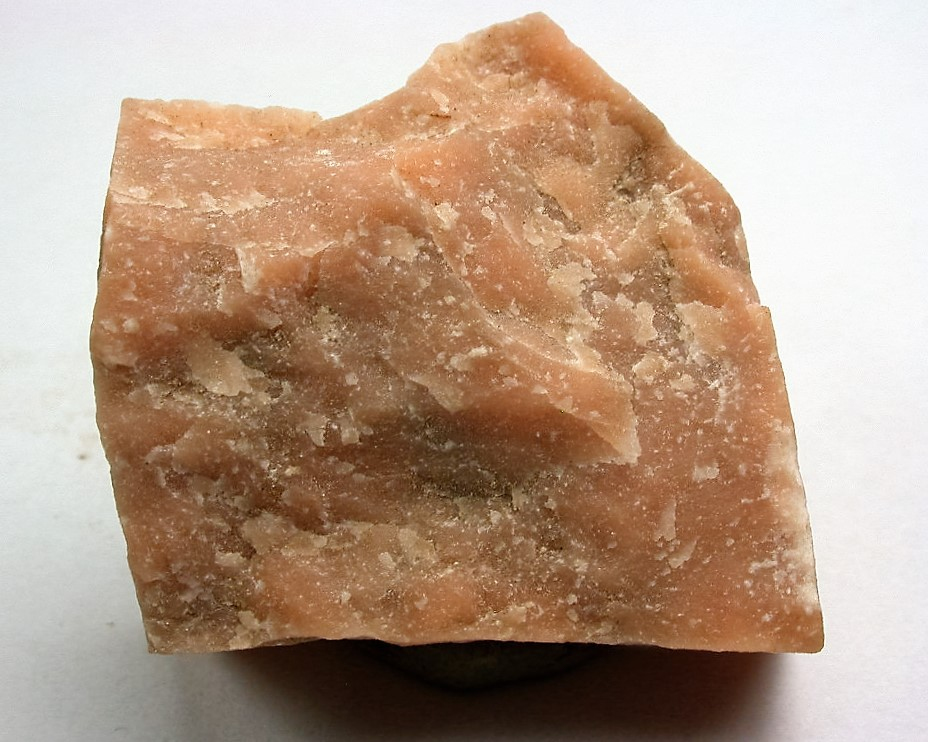
Polyhalit.

Den enda polyhaliten som bryts i världen kommer från ett berglager över 1 000 m under North Yorkshire och sträcker sig utanför Nordsjökusten i Storbritannien, avsatt för 260 miljoner år sedan.
År 2010 påbörjades den första gruvdriften av detta polyhalitmineralskikt vid Boulby Mine, och gruvan är 2023 den enda tillverkaren av polyhalit, som marknadsförs av Israel Chemicals som polysulfat. År 2016 tillkännagav Sirius Minerals planer för Woodsmith-gruvan i området. I mars 2020 togs Woodsmith-projektet över av Anglo American plc och byggandet av två 1 500 m schakt för att nå 70-meters mineralsömmen pågår. Dessa kommer att nå ett brytbart område på cirka 25 200 hektar och Woodsmith Mine kommer att vara den djupaste i Europa. Utvinning av polyhalit förväntas påbörjas 2027.

## Sammansättning och användning

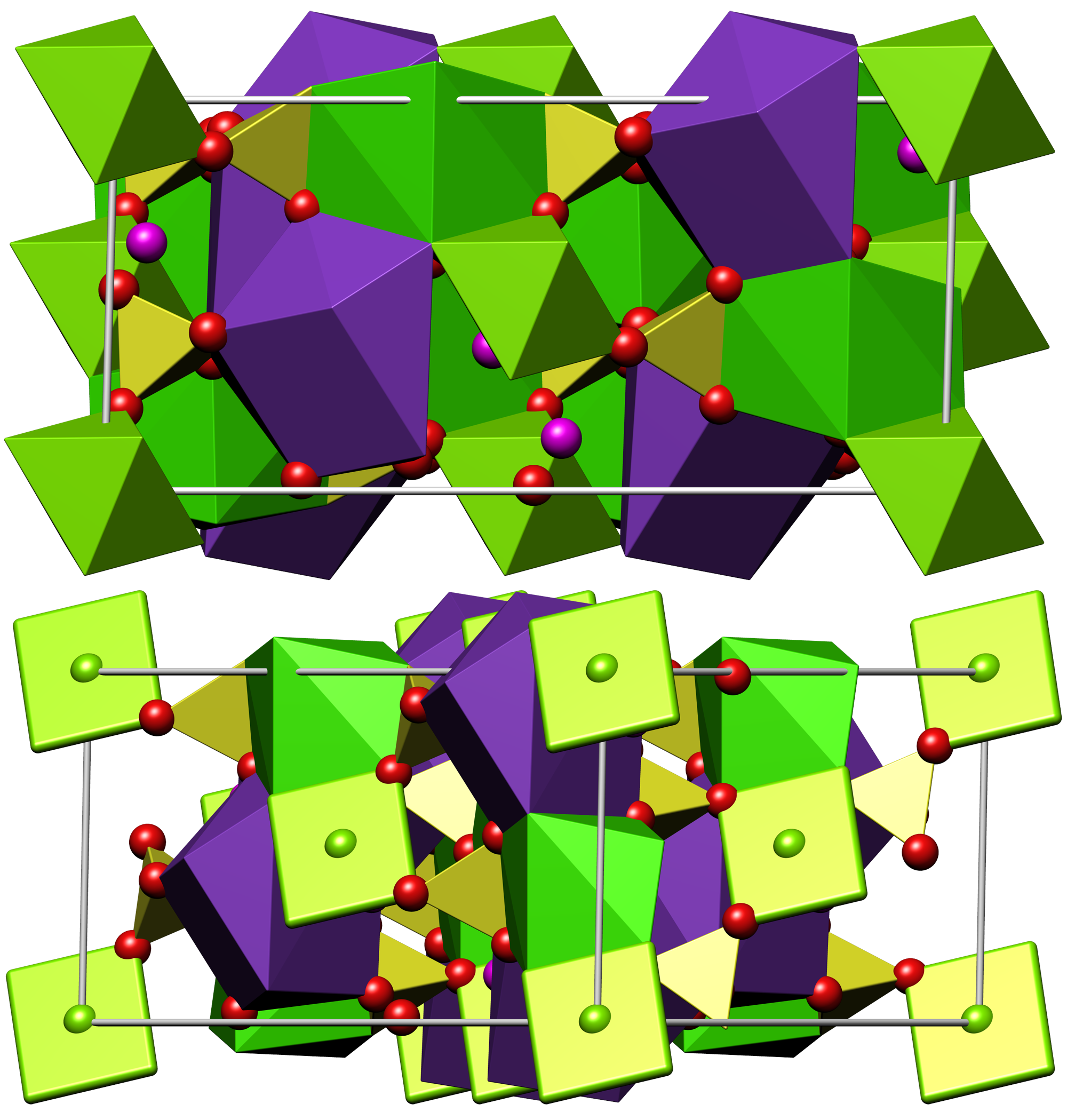
Kristallstruktur av polyhalit

Polyhalit används som gödningsmedel eftersom det innehåller fyra viktiga näringsämnen och har låg kloridhalt:
- 48 procent SO3 som sulfat
- 14 procent K2O från sulfat av kaliumklorid
- 6 procent MgO från magnesiumsulfat
- 17 procent CaO från kalciumsulfat

Polyhalit har en mängd andra användningsområden, inklusive:
Jordändring: Polyhalit kan hjälpa till att förbättra markens dränering och bördighet. Det kan också bidra till att minska surheten i jorden.
Vattenbehandlingstillsats: Polyhalit kan hjälpa till att avlägsna föroreningar från vatten, som sulfater och klorider. Det kan också hjälpa till att mjuka upp vatten och göra det mindre frätande.
Djurfodertillsats: Polyhalit kan tillsättas djurfoder för att förbättra fodrets näringsvärde.
Industriella applikationer: Polyhalit kan användas i en mängd olika industriella tillämpningar, som tillverkning av glas, tvål och papper